# Landschaftsschutzgebiet Heckenlandschaft Bellenberg-Nord

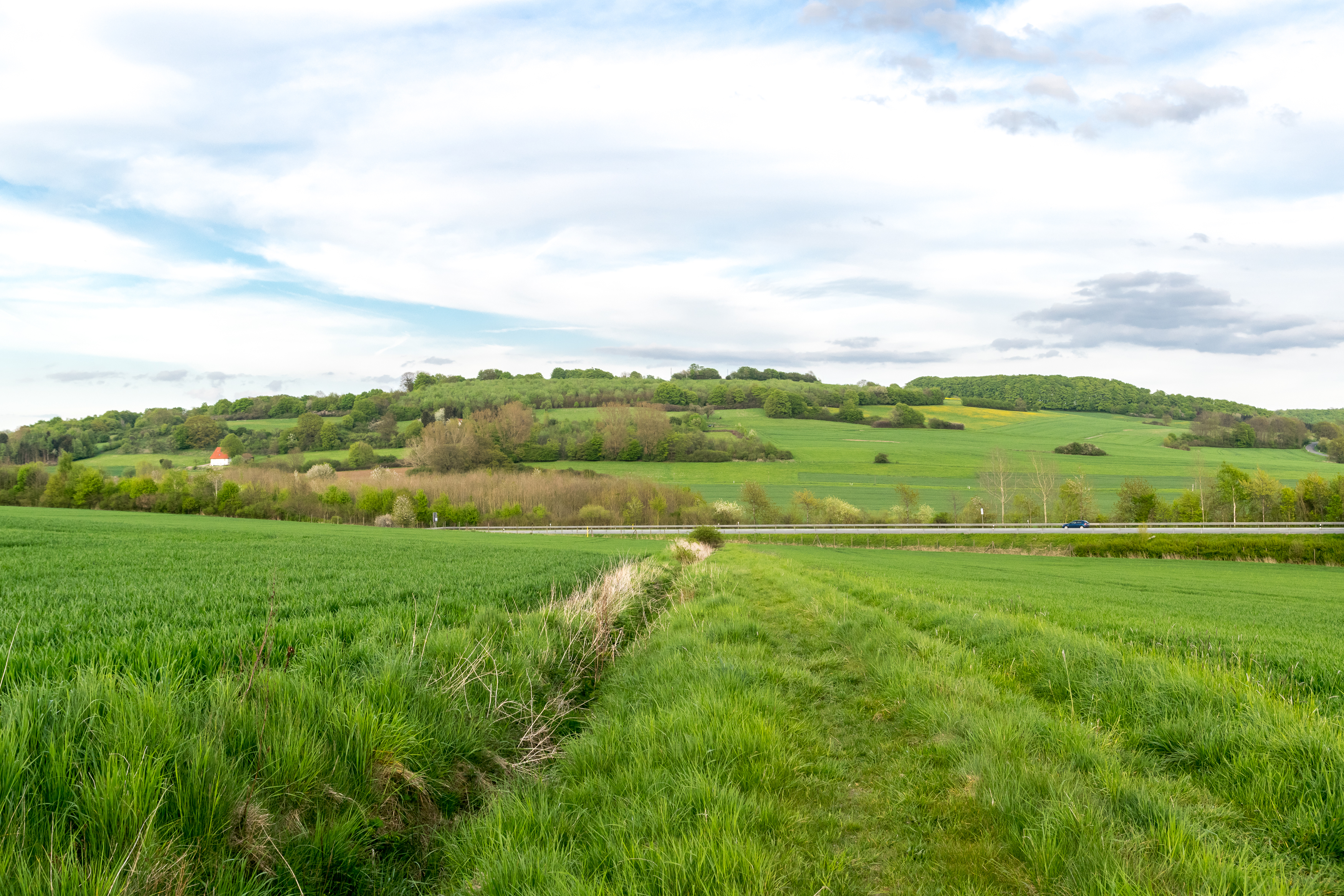
Landschaftsschutzgebiet Heckenlandschaft Bellenberg-Nord im Hintergrund am Bellenberg

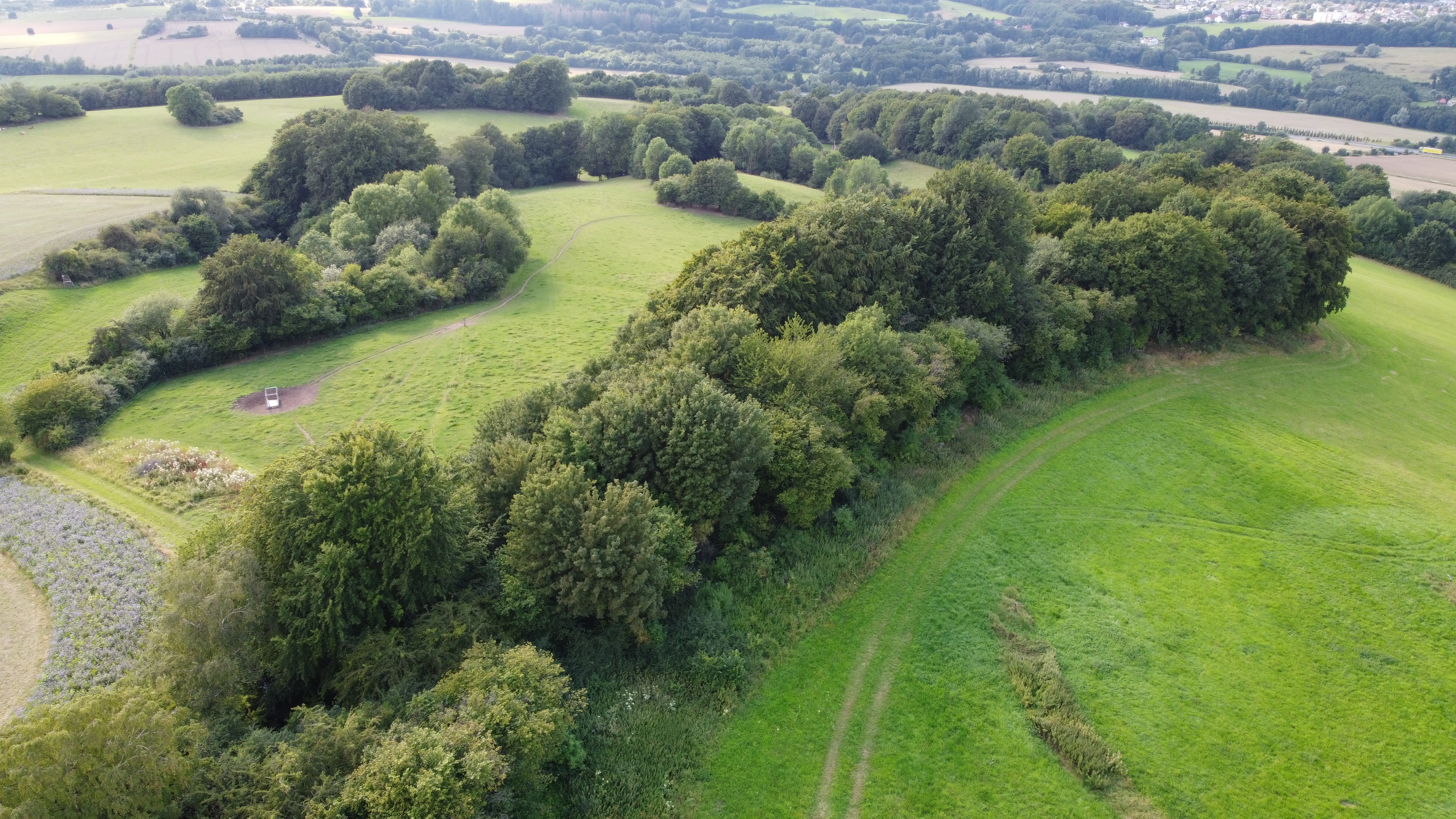
Teilbereich des LSG

Das Landschaftsschutzgebiet Heckenlandschaft Bellenberg-Nord mit etwa 81 ha Flächengröße liegt im Stadtgebiet von Horn-Bad Meinberg. Es wurde 2005 mit dem Landschaftsplan  Nr. 10 Horn-Bad Meinberg/Schlangen durch den Kreistag des Kreises Lippe als Landschaftsschutzgebiet (LSG) ausgewiesen.

## Beschreibung
Das Landschaftsschutzgebiet liegt nördlich von Bellenberg. Die Bebauung von Bellenberg grenzt südlich direkt an das LSG. Das LSG umfasst Grünlandbereiche mit zahlreichen zumeist höhenlinienparallel verlaufenden Strauchhecken, Baumgruppen und Feldgehölzen. Am Nordwestrand liegt ein aufgelassener Kalksteinbruch. Der Steinbruch dient als Sekundärbiotop für eine wärmeliebenden Kalkflora. 
Zum Wert des Schutzgebietes führt der Landschaftsplan aus: „Die Gehölzstrukturen und ihre Säume tragen wesentlich zur Vernetzung der Landschaft bei und bewirken eine hohe strukturelle Vielfalt.“

## Schutzzwecke für das LSG
Laut Landschaftsplan erfolgte die Ausweisung des LSG
- „zur Erhaltung der Leistungsfähigkeit des Naturhaushaltes,“
- „zur Erhaltung und Wiederherstellung eines Waldbereiches mit unterschiedlichen Feuchtestufen,“
- „zur Erhaltung eines Waldkomplexes in der Zerfallphase, wegen der Eigenart und Schönheit des alten Hudewaldes,“
- „zur Sicherung der das Landschaftsbild prägenden Alt- und Totholzbestände.“[1]

## Rechtliche Vorschriften
Im Landschaftsschutzgebiet ist unter anderem das Errichten bzw. Anlegen von Bauten und Fischteichen verboten. Grün- und Brachland darf nicht in eine andere Nutzungsart umgewandelt oder umgebrochen werden. Es ist im LSG verboten, Hunde frei laufen zu lassen, ausgenommen ist die ordnungsgemäße Jagd und Hof- und Gartenbereiche. Obstbäume auf Obstwiesen und Einzelbäume dürfen nur gefällt werden, wenn dies einvernehmlich mit der Unteren Landschaftsbehörde abgestimmt wurde und entsprechende Ersatzbäume gepflanzt werden. Das LSG besteht aus vier Teilflächen.